# Taubaté
Taubaté, amtlich portugiesisch Município de Taubaté, ist eine Stadt im Vale do Paraíba im brasilianischen Bundesstaat São Paulo.
Nach der letzten Volkszählung aus dem Jahr 2010 lebten in der Gemeinde Taubaté auf einer Fläche von 625 km² 278.686 Menschen, die Taubateanos genannt werden, was einer Bevölkerungsdichte von rund 446 Einwohnern/km² entspricht. Die letzte Schätzung vom 1. Juli 2019 verzeichnete einen Zuwachs auf 314.924 Einwohner bzw. eine Dichte von rund 499 Einwohnern/km². Die Entfernung zur Hauptstadt São Paulo beträgt 133 km.

## Wirtschaft
Taubaté ist ein bedeutender Industriestandort mit Werken von Embraer, Volkswagen do Brasil, Alstom und LG.

## Sport
Der Verein Handebol Taubaté spielt erfolgreich Handball.

## Städtepartnerschaften
- Yonezawa, Japan (seit 1982)